# Supercoppa svizzera 2024 (pallacanestro)
La Supercoppa svizzera 2023 fu la 10ª edizione di Supercoppa svizzera di pallacanestro maschile.
La sfida si tenne il 12 ottobre 2024 presso il Site Sportif Saint-Léonard.

## Tabellino
| Arbitri: | Dénes Tözsér Bosko Stojcev Michail Papaioannou |

|                                   |            |                                     |
| Williams 19 Nottage 18 Offurum 15 | Punti      | 16 Humphrey 14 Martino 11 M. Mlađan |
| Nottage 7                         | Assist     | 4 Humphrey, Martino                 |
| Nottage 9                         | Rimbalzi   | 8 Robertson                         |
| Thibaut Petit                     | Allenatori | Salvatore Cabibbo                   |

| Quintetto titolare | Quintetto titolare | Quintetto titolare      | Pt | Rim | Ass |
| ------------------ | ------------------ | ----------------------- | -- | --- | --- |
| PG                 | 2                  | Eric Nottage            | 18 | 9   | 7   |
| GA                 | 18                 | Roberto Kovac           | 13 | 2   | 1   |
| A                  | 99                 | Natan Jurkovitz         | 2  | 3   | 2   |
| A                  | 13                 | Killian Martin          | 8  | 2   | 1   |
| AC                 | 20                 | Arnaud Cotture          | 4  | 6   | 2   |
| Panchina:          |                    |                         |    |     |     |
| P                  | 6                  | Jonathan Kazadi         | 6  | 8   | 6   |
| G                  | 0                  | Ross Williams           | 19 | 2   | 1   |
| G                  | 12                 | Massimiliano Dell'Acqua | 4  | 1   | 0   |
| A                  | 8                  | Chimezie Offurum        | 15 | 5   | 0   |
| C                  | 14                 | Cheikh Sane             | 4  | 5   | 2   |
| PG                 | 30                 | Abishai Kumarasamy      | 2  | 1   | 0   |
| AG                 | 5                  | Matteo Smith            | 3  | 1   | 0   |
| Allenatore:        |                    |                         |    |     |     |
| Thibaut Petit      |                    |                         |    |     |     |

| Fribourg Olympic |  | Spinelli Massagno |

| Fribourg Olympic | Statistiche        | Spinelli Massagno |
| ---------------- | ------------------ | ----------------- |
|                  | Statistiche        |                   |
| 24/46 (52.2%)    | Tiro da 2          | 15/41 (36.6%)     |
| 12/23 (52.2%)    | Tiro da 3          | 9/27 (33.3%)      |
| 14/19 (73.7%)    | Tiri liberi        | 13/22 (59.1%)     |
| 12               | Rimbalzi offensivi | 8                 |
| 33               | Rimbalzi difensivi | 21                |
| 45               | Rimbalzi totali    | 29                |
| 23               | Assist             | 13                |
| 14               | Palle perse        | 14                |
| 7                | Palle rubate       | 8                 |
| 3                | Stoppate           | 3                 |
| 23               | Falli              | 19                |

| Quintetto titolare | Quintetto titolare | Quintetto titolare | Pt | Rim | Ass |
| ------------------ | ------------------ | ------------------ | -- | --- | --- |
| P                  | 5                  | Alexander Martino  | 14 | 5   | 4   |
| G                  | 0                  | Elijah Morgan      | 9  | 3   | 1   |
| A                  | 8                  | Markel Humphrey    | 16 | 7   | 4   |
| AG                 | 7                  | Marko Mlađan       | 11 | 1   | 1   |
| C                  | 13                 | Arkim Robertson    | 6  | 6   | 1   |
| Panchina:          |                    |                    |    |     |     |
| P                  | 21                 | Yuri Solcà         | 9  | 3   | 2   |
| PG                 | 4                  | Georgije Matic     | 0  | 0   | 0   |
| G                  | 2                  | Simone Togni       | 2  | 0   | 0   |
| PG                 | 3                  | Kian Picco         | 0  | 0   | 0   |
| AP                 | 9                  | Erik Koludrovic    | 3  | 1   | 0   |
| A                  | 17                 | Edin Karabasic     | 0  | 1   | 0   |
| AC                 | 12                 | Axel Manzambi      | 0  | 0   | 0   |
| Allenatore:        |                    |                    |    |     |     |
| Salvatore Cabibbo  |                    |                    |    |     |     |

| Supercup 2024              |
| -------------------------- |
| Fribourg Olympic 5º titolo |